# Auxis thazard thazard
La melva (del lat.  vulg. milva, y este del lat. milvus, milano) (Auxis thazard thazard), es una subespecie de peces de la familia Scombridae; se encuentra en las aguas tropicales y en los océanos templados, a pesar de su gran parecido al atún no comparten género.
Se trata de un pez muy semejante al bonito, del cual se distingue por tener las dos aletas dorsales muy separadas una de otra.

## Conserva
Las conservas de Andalucía están reconocidas como IGP